# Hautvillers-Ouville
Hautvillers-Ouville é uma comuna francesa na região administrativa de Altos da França, no departamento de Somme. Estende-se por uma área de 6,06 km². Em 2010 a comuna tinha 589 habitantes (densidade: 97,2 hab./km²).